# 泰缅边境

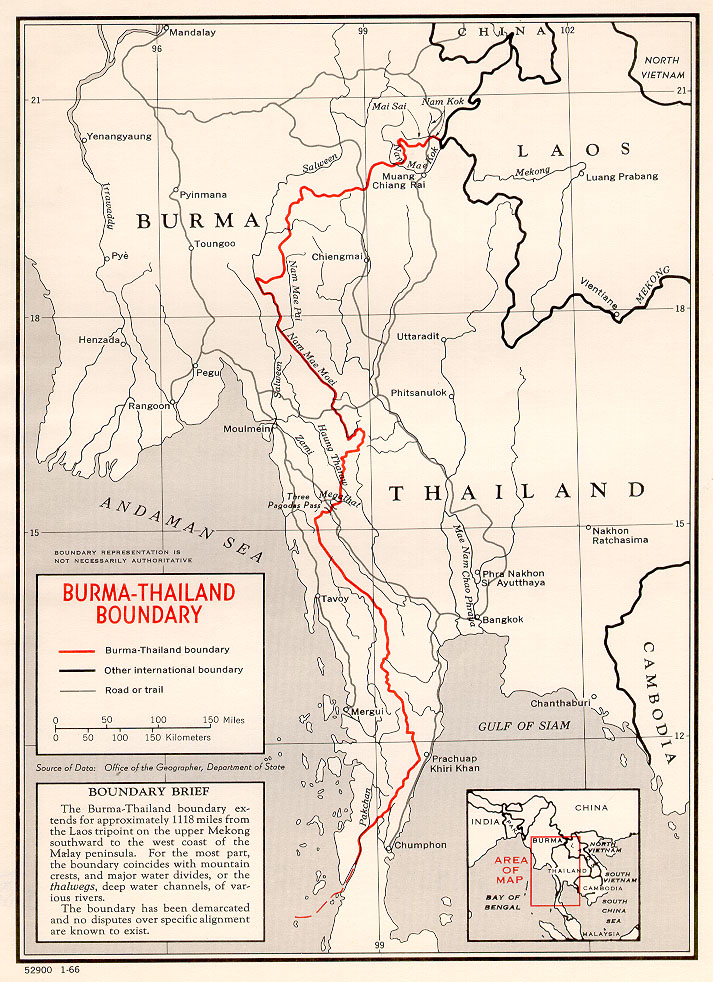
泰缅边境地图

泰缅边境是指缅甸与泰国之间的边境。泰缅边境全長2,416 km（1,501 mi） ，北起泰國、緬甸、老挝的三邊交界处，南至安达曼海沿岸。 

## 历史

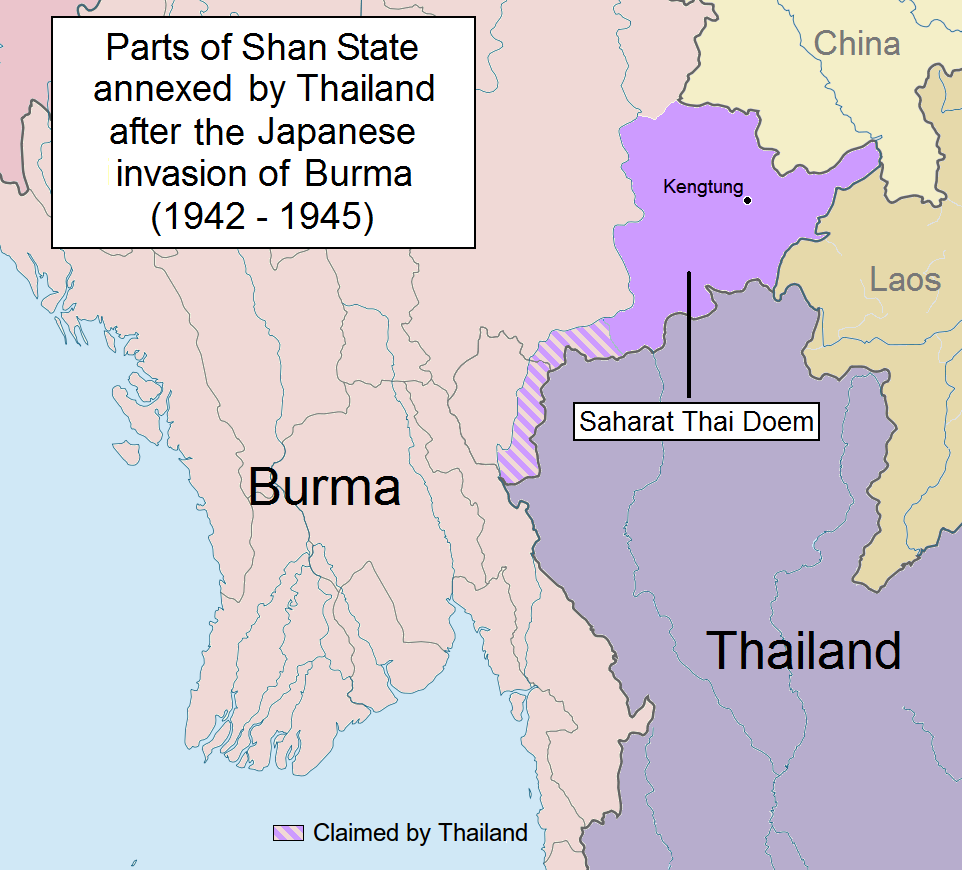
紫色部分原本是緬甸領土，第二次世界大战期间一度被泰國佔領

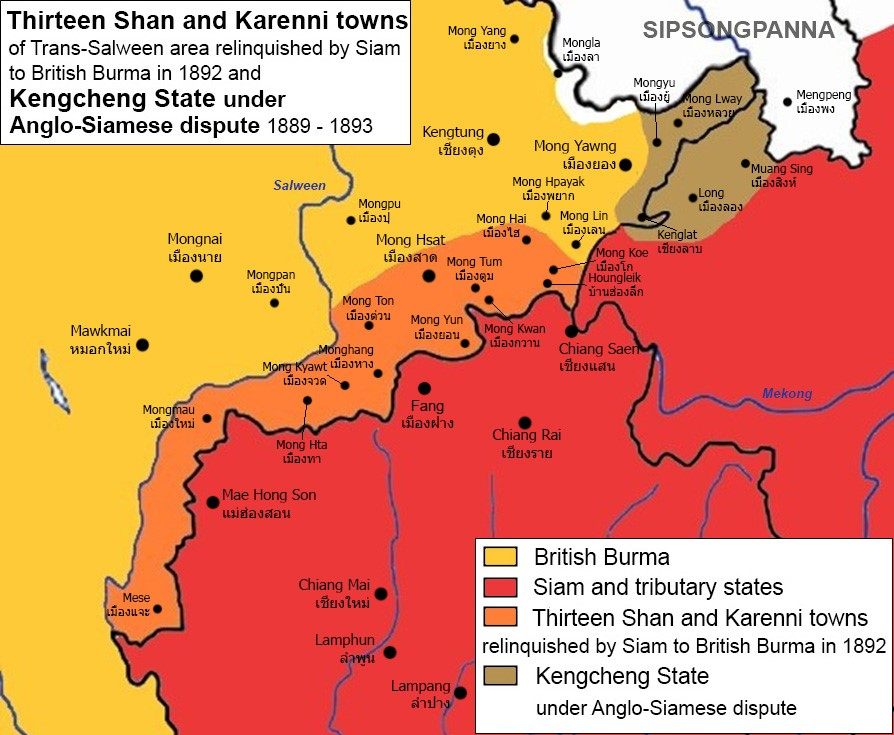
1892年，泰國將萨尔温江沿岸领土割让给英屬緬甸

1868年，英国与暹罗签署条约，大致確立了萨尔温江以南至安达曼海沿岸這一段的缅泰边界的走向。 邊界的實地劃定工作從1889年開始，一直持續到1892年。  1892年，兩國大致確立了薩爾溫江以北的缅泰边界走向，并于1893年至1894年间在邊界區域設立界碑。兩國於1894年10 月17日再次签署边界条约，此次條約還附帶地圖，並承認雙方之間的邊界實地劃分工作。  1896年，英国和法国同意以湄公河作为缅甸和老挝之間的边界，老撾、泰國、緬甸三國交界處即泰緬邊界的北端的具體位置正式確定。  1929年和1934年兩國曾就邊界進行小幅调整。  1941年日本入侵缅甸后，缅甸部分地区被割让给暹罗，這些前緬甸領土一度成为暹罗领土。然而1945年日本战败后，泰國又將这些地区又归还给缅甸，此後緬泰邊界的走向持續至今。 

## 過境點
截至2019年，緬泰邊境共有6个永久边境口岸、1个临时边境口岸、13个边境贸易检查站和1个边境贸易特別检查站。